# Protoplasto

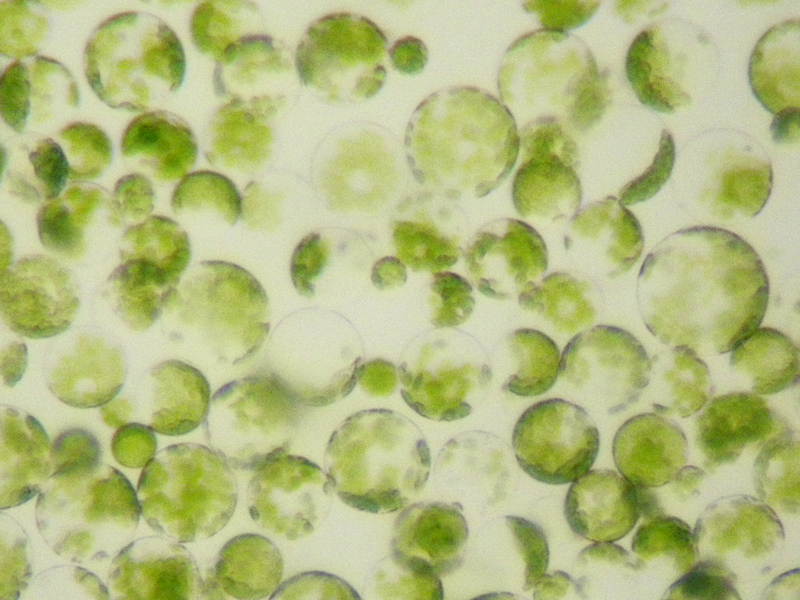
Protoplasti ottenuti da cellule di una foglia di petunia

Il protoplasto rappresenta l'unità di protoplasma della cellula e consiste di citoplasma e nucleo. Sostanzialmente è tutto il contenuto del lume cellulare e vi si comprende anche la membrana citoplasmatica.
Il lume cellulare indica lo spazio fisico, il protoplasto indica il contenuto. Il protoplasto è presente nelle cellule vive, ma non in quelle morte: in quest'ultimo caso il lume cellulare non ne conterrà. L'insieme dei protoplasmi di un organismo vegetale viene detto simplasto.
La parola deriva da protoplasma, termine con cui si indica la materia vivente. L'isolamento di protoplasti può avvenire sia da cellule vegetali che da cellule microbiche. La penicillina converte i batteri gram positivi in protoplasti inibendo la sintesi del peptidoglicano presente nella loro parete.
Il citoplasma ed il succo vacuolare sono solitamente ipertonici rispetto all'esterno della cellula; questo crea una pressione osmotica che comporta l'ingresso di acqua nel protoplasto.

## Come ottenere un protoplasto da cellule vegetali
Per ricavare un protoplasto da una cellula vegetale si eseguono normalmente le seguenti procedure:
1) Pre-trattamento (induzione della plasmolisi)
2) Trattamento enzimatico
3) Recupero dei protoplasti
4) Verifica delle loro purezza, vitalità e dimensione
5) Calcolo del numero di protoplasti isolati

## Pre-trattamento
Si preleva del materiale vegetale (di solito una foglia) e lo si sterilizza. La foglia viene tagliata in fette o dischi molto sottili e trattata con una soluzione di saccarosio e sorbitolo al 20%. Tale soluzione richiama acqua dalla cellula che quindi si sgonfia poco alla volta. Il pre-trattamento serve ad aumentare la vitalità dei protoplasti e può essere svolto o prima, o durante il trattamento enzimatico, nel qual caso la soluzione di saccarosio e sorbitolo verrà aggiunta al mix di enzimi.
Per aumentare la vitalità dei protoplasti è necessario partire da tessuti estremamente giovani caratterizzati da un'attiva divisione. A questo scopo sono spesso usati tessuti che derivano da colture in vitro di germogli.

## Trattamento enzimatico
Il materiale vegetale viene ora trattato con spazzola, materiale quali carborundum e cutinasi, per aumentare la resa del trattamento enzimatico. Può essere utile incubare il materiale al buio, allo scopo di facilitare il distacco dell'epidermide inferiore, su cui verrà svolto il trattamento enzimatico. Si trasferisce quindi l'epidermide inferiore su un substrato contenente un mix di enzimi idrolitici, ossia cellulasi, emicellulasi e pectinasi, che degraderanno la parete cellulare facendoci ottenere un protoplasto. Tale trattamento viene svolto nelle seguenti condizioni:
-pH del substrato leggermente sub-acido (5,5-6,0)
-alla luce o al buio
-a temperature intorno ai 25 °C
-addizionando al substrato dei coaudiuvanti come PVP che svolge un'azione antiossidante e il solfato destrano di potassio che elimina gli eventuali contaminati derivanti dalla plasmolisi

## Recupero dei protoplasti
Terminata la digestione enzimatica, si recuperano i protoplasti. Non saranno isolati, ma si troveranno in contatto con numeroso materiale inquinante (resti della parete cellulari, organelli, corpi di riserva ecc.), per cui si procede al loro isolamento mediante le seguenti procedure:
-Filtrazione
Per la filtrazione si usano filtri aventi porosità di 100 micrometri. Normalmente la resa di purificazione non è alta, per cui il filtrato viene centrifugato. Si ottiene così un supernatante, che viene eliminato, e un pellet che viene lavato con una soluzione ipotonica e risospeso.
-Flottazione
Si sfrutta la bassa densità per protoplasti per isolarli dal materiale inquinante. Si usano saccarosio e sorbitolo e si centrifuga il tutto ottenendo i protoplasti nella parte alta della provetta. Si possono anche creare gradienti continui o discontinui. In questo caso si usano sostanze ad alto peso molecolare come il polisaccaride Ficoll; i protoplasti saranno posizionati tra il polisaccaride e la soluzione zuccherina.

## Verifica della purezza, vitalità e dimensione
Recuperati i protoplasti, si valuta la loro purezza, ossia l'assenza di residui di parete cellulare, con l'ausilio di sostanze fluorescenti che evidenziano la presenza di cellulosa. Molto utilizzata è la molecola calcoflour white in concentrazione intorno all'1%.
Viene poi valutata la vitalità dei protoplasti usando opportune molecole fluorescenti che evidenziano in maniera inequivocabile i protoplasti vivi. Molto usata è FDA (fluorescina diacetato) che entra nei protoplasti e qui viene idrolizzata a fluorescina, molecola fluorescente che viene trattenuta dalla membrana citoplasmatica dei soli protoplasti vivi.
Si valuta infine la dimensione dei protoplasti, in quanto dalla dimensione dipenderà la loro resistenza all'elettroporazione.
Nelle monocotiledoni il diametro dei protoplasti è sempre inferiore a 30 micrometri, nei protoplasti che derivano da colture cellulari in sospensione il diametro è superiore ai 30 micrometri, in quelli che derivano da foglie va dai 20 ai 40 micrometri.

## Calcolo del numero di protoplasti isolati
Per il conteggio, che va fatto su almeno 500 protoplasti, si usa un emocitometro. Una buona resa si ha quando il 50% dei protoplasti risulta vitale. Essa normalmente diminuisce durante i primi giorni di coltura.
Resa = n x V tot sosp x PF (tessuto di partenza)-1